# Campo di internamento di Cap Matifou
Il campo di internamento di Cap Matifou, conosciuto anche come campo 211 (in inglese 211 POW camp), fu un campo di prigionia costruito dagli Alleati nei pressi del villaggio Rouïba, in Algeria.

## Storia
L'8 giugno 1945, dopo un periodo di prigionia al campo 209 di Afragola e nel campo 'S' di Taranto, i prigionieri di guerra italiani, in gran parte della Repubblica Sociale Italiana e del Battaglione "Barbarigo", furono imbarcati sulla nave Duchess of Richmond, per essere trasferiti al campo di prigionia inglese in Algeria. Oltre ai marò della Decima, furono trasferiti nel campo anche truppe d'occupazione italiane delle isole greche. Verso l'agosto 1945 fu trasferito nel campo il maresciallo Rodolfo Graziani.

## La vita nel campo

### Struttura del campo
Il campo era diviso in compound. Nel primo di essi vi erano alloggiati gli ufficiali, nel secondo e terzo compound furono internati i prigionieri della Xª Flottiglia MAS, mentre in altri vi furono internati prigionieri italiani e tedeschi, e, infine, nell'ultimo di essi erano alloggiati i Cooperators, cioè quei prigionieri che avevano accettato di lavorare per gli Alleati.
Inoltre, tra un compound e l'altro vi era un corridoio formato da due palizzate irte di filo spinato, sorvegliate incessantemente dalle sentinelle; coloro che oltrepassavano il corridoio, uccidevano il capo campo o vendevano un fazzoletto agli Arabi, venivano puniti con 28 giorni di calaboose, il compound prigione, sprovvisto di brandine, ma soltanto di un cartone ricavato da uno scatolone di cibo come materasso.

### Condizioni dei prigionieri
Una volta trasferiti nel campo, i prigionieri vi rimanevano per un periodo di tempo variabile di poche settimane a interi mesi, ed erano costretti a sopportare il freddo, calaboose e fame; inoltre, erano frequenti epidemie di dissenteria e malattie di ogni genere. Inoltre, i prigionieri erano costretti a trasportare grossi massi da una parte all'altra del recinto o a raccogliere frammenti di carta, sparpagliati per terra da una delle guardie.
La razione di cibo del campo consisteva in un gamellino di acqua in cui era stato disciolto del latte condensato e un pagnottone a sezione quadrata, lungo una trentina di centimetri, di pane bianco, una scatoletta di marmellata, oppure di corned beef e, alla domenica, una scatola contenente dei salsicciotti a base vegetale, su cui era stampigliata la scritta Pork and Soya, posati su tavolette di legno. A sera, infine, verso le 17, era distribuita ai prigionieri la minestra, consistente in acqua in cui erano disciolti cereali, accompagnati sempre da piccoli bruchi cotti; inoltre, i prigionieri bollivano l'erba vicino ai reticolati.
L'incaricato del rancio grosso, detto "l'affettatore", cambiava a rotazione ogni giorno, mentre, colui a cui era riservato il privilegio di leccare le briciole di pane e le tracce di grasso vegetale rimaste sulla tavoletta era detto il "Leccatore". Ogni prigioniero, inoltre, riceveva una zanzariera e due coperte, oltre a sigarette, datteri, pane e denaro, vendute dagli arabi in cambio di coperte e vestiti.

### Trasferimento dei prigionieri
Tuttavia, una volta liberati, il piroscafo che li avrebbe riportati in patria, lo Strathaird, li trasferì al campo 'S' per essere processati, nel caso avessero compiuto crimini di guerra; in caso contrario, essi erano assolti dalle accuse e poterono quindi tornare a casa. Altri, invece, furono trasferiti in un campo in Puglia.

Luigi Sitia, deportato nel campo algerino, scrisse nel suo libro Mettiti sull'attenti, carogna! che: 
(Luigi Sitia, Mettiti sull'attenti, carogna!, Greco & Greco editori, 1992)